# کان (فرانسه)

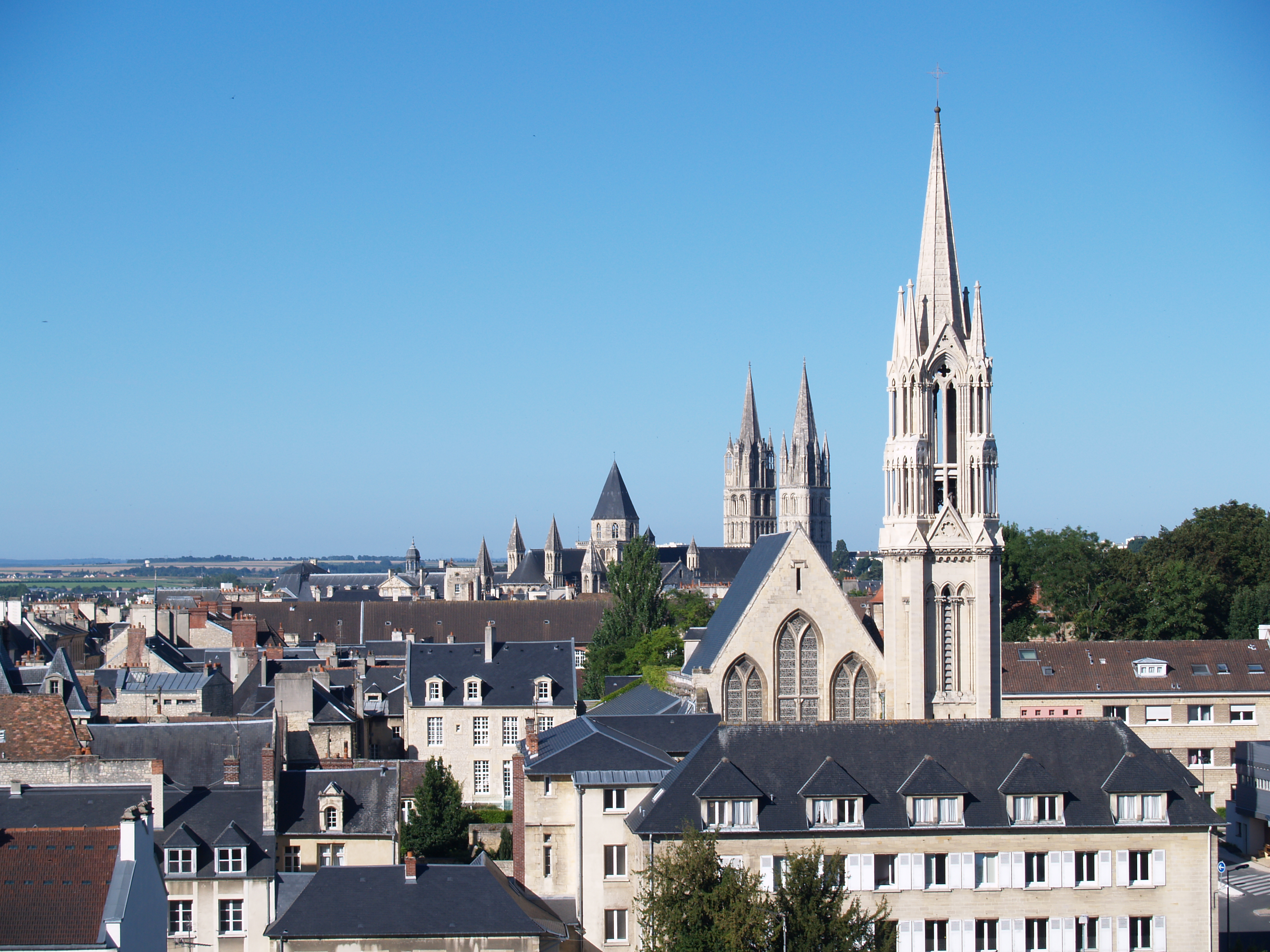

کان (به فرانسوی: Caen) مرکز استان نرماندی سفلی فرانسه است. این شهر در فاصله ۱۵ کیلومتر (۹٫۳ مایل) از کانال انگلیس قرار دارد. در این شهر بناهای تاریخی متعلق به دوره ویلیام اول انگلستان وجود دارد که محل دفن وی نیز هست. بخش بزرگی از شهر نیز در سال ۱۹۴۴ و در طی جنگ نرماندی آسیب دید. جمعیت این شهر ۱۱۲۷۹۰ و مساحت آن ۲۵٫۷۰ کیلومتر مربع است.

## نگارخانه
